# Benninghofen
Benninghofen, Dortmund-Benninghofen (dolnoniem. Benninghoawen) — dzielnica miasta Dortmund w Niemczech, w kraju związkowym Nadrenia Północna-Westfalia, w okręgu administracyjnym Hörde.